# 棟

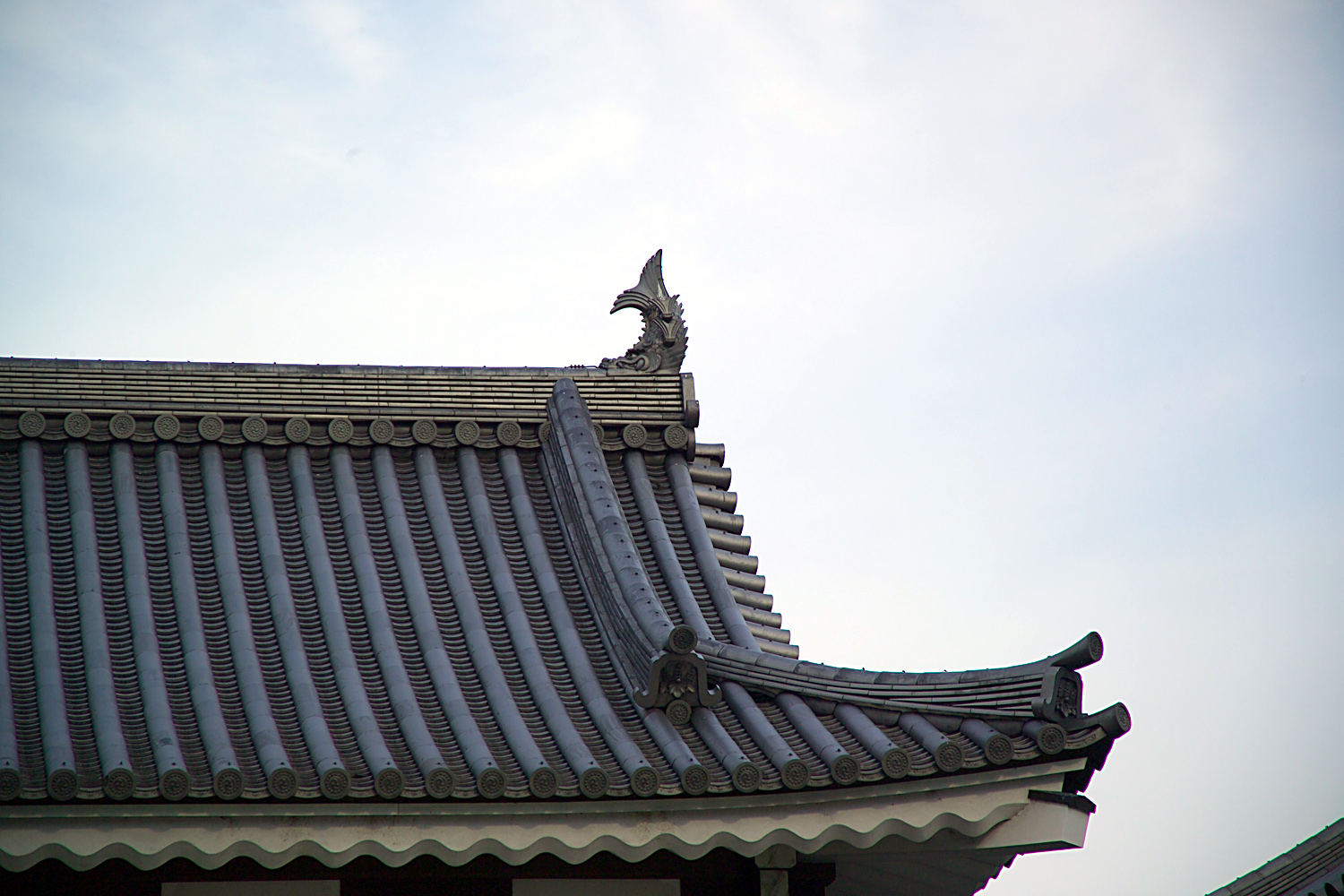
入母屋造における大棟・降り棟・隅棟の例（広島城）

棟（むね）は、建築物において複数の屋根が交差して稜線を成す部分である。

## 勾配屋根と棟
水平な屋根を陸屋根（ろくやね）というのに対し、傾斜を持つ屋根を勾配屋根という。勾配屋根の形状には、切妻、半切妻、寄棟、入母屋、腰折れ、マンサード、M形、鋸歯形などがある。
このような勾配屋根の頂部の水平な稜線部分を大棟（おおむね）といい、寄棟造等で平屋根と妻屋根とが交わる稜線を隅棟（すみむね）という。また、複数の屋根が交差する部分ではないが、切妻造等で大棟から屋根の流れに沿って軒先に向かって下るものを降り棟（くだりむね）と呼ぶ。
瓦葺きの屋根の場合、棟は棟瓦（むながわら、むねがわら）で葺かれる。また、棟の端部には鬼瓦が配され、特に寺院建築では鴟尾、城郭建築では鯱鉾が配される。また、神社建築においては、棟には千木・鰹木が配される。

## 棟の装飾

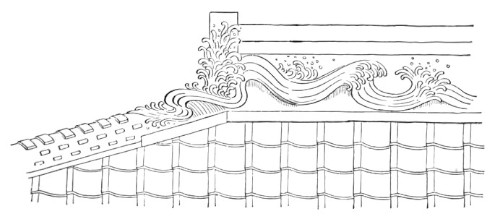
瓦葺屋根の棟
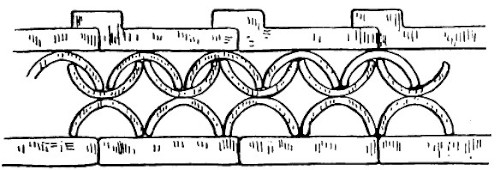
棟の装飾的な瓦の使い方
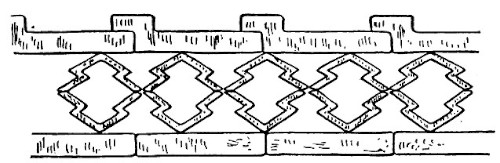
棟の装飾的な瓦の使い方
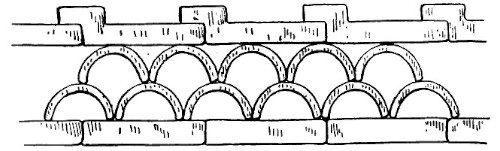
棟の装飾的な瓦の使い方